# IC 566
IC 566 — галактика типу C (компактна галактика) у сузір'ї Секстант.
Цей об'єкт міститься в оригінальній редакції індексного каталогу.